# Helarctos malayanus
El oso malayo (Helarctos malayanus) es una especie de mamífero carnívoro de la familia de los úrsidos. Es una pequeña especie de oso, la menor entre todas las actuales, que vive en los bosques tropicales del sureste asiático, concretamente en el centro-oeste de Birmania, Indochina, Malaca, Sumatra y Borneo (en esta última isla representado por una subespecie endémica). Es la única especie de su género y está poco emparentada con las otras especies de osos del mundo.

## Denominaciones
El oso malayo recibe nombres curiosos en algunos idiomas, como por ejemplo el malayo, en el que se le conoce como basindo nan tenggil, "el que le gusta sentarse alto". En francés se le llama ours des cocotiers, "oso de los cocoteros", por su afición a los cocos, mientras que en inglés se le apoda sun bear, "oso del Sol".

## Descripción

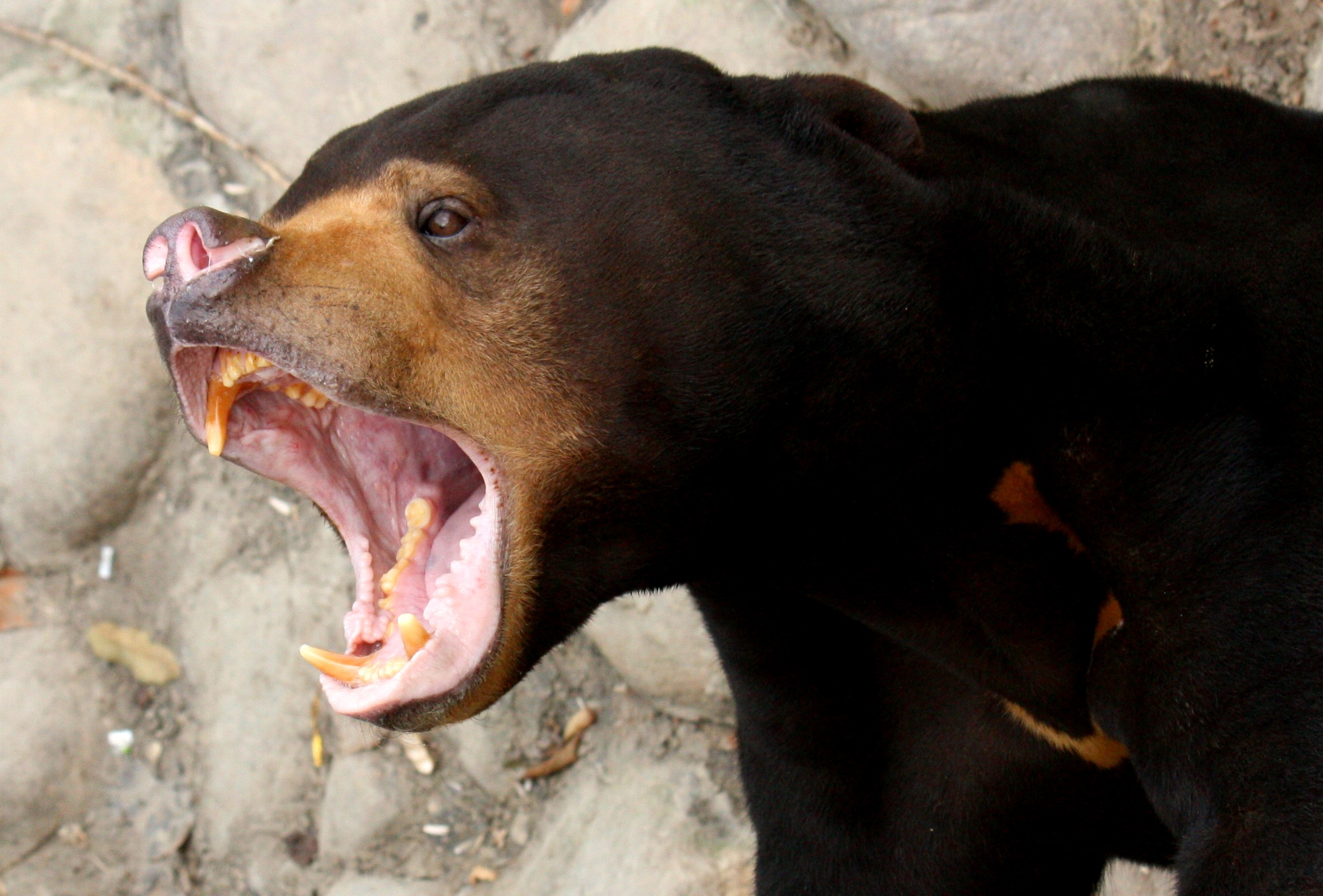
Oso malayo.

Su altura es de apenas 1,2 m en posición erguida en el caso de los machos, siendo las hembras incluso menores. El peso de estas últimas es de entre 20 y 40 kg, mientras que los machos adultos rondan entre los 30 y 60. Además del tamaño, los osos malayos se diferencian fácilmente de otras especies de osos por su forma alargada, orejas pequeñas, cola prácticamente inexistente (con sólo 3 cm, resulta difícil verla a cierta distancia) y patas y cuello proporcionalmente más largos. El manto de pelo es corto y negro, excepto en el hocico, ojos y pecho, donde varía entre el amarillo blanquecino y el anaranjado. Presenta en el pecho una mancha, generalmente en forma de U muy abierta. Las plantas de los pies están desnudas, y por delante de ellas destacan las fuertes, largas y ganchudas zarpas de sus dedos, especialmente los anteriores. Esta característica permite a los osos malayos trepar a árboles altos hasta su copa, donde se alimentan de frutos, sobre todo de cocos que parte sin dificultad con sus poderosas mandíbulas. Usa preferentemente el sentido del olfato para encontrar comida, pues como en los demás úrsidos, su vista es pobre.
Su fórmula dentaria es la siguiente: 3/3, 1/1, 3-4/3, 2/3 = 38-40.

## Biología y ecología
Pese a su robustez es un animal activo, ágil y buen trepador de árboles. Al igual que el oso negro asiático (Ursus thibetanus) también construye nidos de asoleamiento con ramas, a menudo bastante por encima del suelo. La alimentación, que se lleva a cabo durante la noche, se completa con la ingesta de insectos, lagartos, pequeñas aves y mamíferos, hojas de palmera, miel y semillas. Ocasionalmente irrumpe en las plantaciones de cocos, plátanos y cacao, donde puede generar serios destrozos. Esto ha ocasionado un peligroso aumento de la caza de este animal en numerosas regiones, que unida a la demanda de partes de su cuerpo por la medicina tradicional china ha reducido su población en muchas zonas. Se considera que la especie aún no está en peligro serio de extinción, aunque sí es vulnerable.
Debido a que habitan en zonas de climas cálidos tropicales, los osos malayos, a diferencia de otros úrsidos, no hibernan. Esto permite a las hembras tener una camada de dos oseznos cada año, aunque las crías no llegan a la madurez hasta los 3 o 4 años. El período de gestación es de entre 95 y 100 días. Se desconoce cuánto tiempo viven en libertad, mientras que en cautividad pueden alcanzar los 28 años.

## Subespecies
Se reconocen las siguientes subespecies:
- Helarctos malayanus malayanus
- Helarctos malayanus euryspilus